# Mihai-Emilian Mancaș
Mihai-Emilian Mancaș (n. 18 iulie 1933, Dobreni, România – d. 23 aprilie 2025) a fost un deputat român în legislatura 1990-1992, ales în județul Neamț pe listele partidului FSN. A fost profesor de literatura română.

## Biografie
Făcând parte din a șasea generație de intelectuali din familia sa, Mihai Emilian Mancaș s-a născut la 18 iulie 1933, în comuna Dobreni, județul Neamț, România. 
A urmat școala primară la Dobreni, cursurile liceale la Liceul "Petru Rareș" din Piatra-Neamț și cele universitare la Facultatea de Litere a Universității din București. 
A fost profesor de literatura română - literatura universală și a funcționat ca director la Liceul "Carol I" din Bicaz și la Colegiul Național „Petru Rareș” din Piatra Neamț și ca profesor de literatura română la Colegiul Național "Calistrat Hogaș" din Piatra-Neamț. 
A participat la mișcarea revoluționară din decembrie 1989 și a fost ales deputat de Neamț în Adunarea Constituantă (1990-1992). 
A debutat în literatură la vârsta de 17 ani, în "Iașul nou", 1951. 

## Lucrări
- Freamătul Luminii (în colaborare cu Dumitru Almaș), Editura Tineretului, București, 1958,
- Iepurii de la Iepureni (în colaborare cu Alexandrina-Camelia Mancaș), ed. Nona, Piatra-Neamț, 1997.
- Sine ira, ed. Asachi, Piatra Neamț- 2009,
- Bistriță, apă vioară, ed. Asachi, 2010,
- Mămăliga, ed. Asachi, 2011,
- Teatru, ed. Capriccio, Piatra- Neamț, 2012,
- Poezii din junețe, ed. Capriccio, 2012,
- Trilogia "Zilele" , ed. Autograf și Cetatea Doamnei, Piatra-Neamț, vol. I (2013), vol. II (2014), vol. III 2016).
- Didactica parva, ed. Cetatea Doamnei, Piatra Neamț, 2021.
- Dobreni – Neamț, ed. Cetatea Doamnei, Piatra Neamț 2022